# Stylus (rozszerzenie przeglądarki)
Stylus – menedżer stylu użytkownika, rozszerzenie przeglądarki służące do zmiany wyglądu stron.

## Historia
Stylus powstał na podstawie rozszerzenia Stylish w 2017 roku. Stało się to po tym, jak Stylish został kupiony przez firmę analityczną LikeWeb. Pierwotnym celem nowego rozszerzenia było „usunięcie wszelkich analiz i powrót do bardziej przyjaznego dla użytkownika interfejsu użytkownika”. Przywrócił interfejs użytkownika Stylish 1.5.2 i usunął Google Analytics.

## Popularność
W maju 2017 roku Martin Brinkmann z Ghacks poinformował, że „Stylus działa zgodnie z oczekiwaniami”. W grudniu 2020 r. Stylus miał ponad 400 000 użytkowników w Google Chrome i prawie 70 000 użytkowników w Firefoksie. W tym samym czasie jego średnia ocen to odpowiednio 4,6 gwiazdki w Chrome Web Store i 4,5 gwiazdki w Mozilla Add-ons.